# Il combattimento di Tancredi e Clorinda
Il combattimento di Tancredi e Clorinda è un madrigale rappresentativo di Claudio Monteverdi, su testo di Torquato Tasso, per soprano (Clorinda) e due tenori (narratore e Tancredi).
Composta nel 1624, commissionata da Girolamo Mocenigo in occasione del carnevale, fa parte dell Ottavo libro di madrigali guerrieri et amorosi pubblicato nel 1638.
Il dramma riprende le vicende narrate nel canto XII della Gerusalemme liberata, in cui il cavaliere cristiano Tancredi, innamorato di Clorinda, guerriera musulmana, viene costretto dalla sorte a battersi in duello proprio con lei - senza rendersene conto, poiché occultata dal'armatura - e ad ucciderla. In punto di morte Clorinda si converte e, battezzata, affronta con serenità il trapasso: S'apre il cielo; io vado in pace.
In quest'opera, che costituisce una pietra miliare nella storia della musica drammatica del XVII secolo, Monteverdi sperimenta soluzioni musicali nuove, con l'orchestra che imita musicalmente alcuni effetti sonori descritti nel testo, come il galoppo di un cavallo o il clangore delle armature durante lo scontro.
Ciò che fa spiccare questa composizione sulle altre, è il primo utilizzo del tremolo (una veloce ripetizione dello stesso suono) e del pizzicato per ottenere effetti speciali nelle scene drammatiche.
Una versione radiofonica  de Il Combattimento di Tancredi e Clorinda di Claudio Monteverdi avviene il 30 marzo 1930, nella libera trascrizione pubblicata del direttore d'orchestra Alceo Toni, in una trasmissione dell’EIAR.
Nel 1932 avviene la prima in tempi moderni, presso il Teatro stabile del Veneto Carlo Goldoni di Venezia nella revisione di Gian Francesco Malipiero.